# Darkman II - Il ritorno di Durant
Darkman II - Il ritorno di Durant (Darkman II: The Return of Durant) è un film del 1995 diretto da Bradford May. È il seguito di Darkman (1990) ed ha avuto a sua volta un sequel con il film Darkman III - Darkman morirai (1996).

## Trama
La storia si svolge alcuni anni dopo il primo episodio. Darkman, ovvero il dottor Peyton Westlake, ha ottenuto la sua vendetta e adesso vive difendendo i deboli come giustiziere della città, mentre cerca di perfezionare il suo composto di pelle sintetica per riavere la sua vita. Egli però è ignaro del fatto che il suo vecchio nemico, Robert G. Durant, è sopravvissuto e fino ad allora in coma; adesso è pronto a risvegliarsi e riprendere il controllo del crimine in città.
Nel frattempo Westlake conosce un collega di nome David Brickman che ha avuto innovativi e interessanti risultati nel suo stesso campo: grazie all'inversione degli ioni e a una base di carbonio è riuscito a creare una pelle sintetica in grado di superare la barriera dei 99 minuti di durata. Entusiasta, Westlake vede nella collaborazione con il collega la prospettiva di una nuova vita.
Ancora una volta però la sua vita sarà distrutta: Durant che era interessato alla fabbrica di David tenta di acquistarla ma l'uomo poiché usa il luogo come suo laboratorio rifiuta di conseguenza Durant fa uccidere il socio di Westlake per rilevare la fabbrica in suo possesso. Westlake indossa nuovamente i panni di Darkman, ma arrivato troppo tardi sul luogo dell'omicidio e riconoscendo la firma di Durant sul cadavere (il dito tagliato), esplode di rabbia, decidendo di portare a termine la propria vendetta.
Per costringere Durant a uscire allo scoperto, collabora con una giornalista nelle indagini ma costei muore nell'esplosione della sua auto, ad ennesima conferma della presenza di Durant. Durant rapisce quindi Laurie la sorella del defunto socio di Westlake dopo che la ragazza come il fratello aveva rifiutato di vendere la fabbrica a Durant poiché Peyton l'aveva avvisata che Durant aveva fatto uccidere precedentemente David e lo scontro finale avviene in una fabbrica. Peyton riesce a liberare Laurie e affronta successivamente Durant e i suoi scagnozzi. Dopo aver eliminato tutti gli scagnozzi di Durant utilizzando le sue maschere, la vendetta di Darkman si conclude con la morte dello stesso Durant, che viene fatto saltare in aria con un'auto carica di esplosivo.